# Dieter Gleisberg
Dieter Gleisberg (* 9. Januar 1937 in Leipzig) ist ein deutscher Kunsthistoriker. Von 1969 bis 1980 war er Direktor des Staatlichen Lindenau-Museums in Altenburg, danach bis 1992 Direktor des Museums der Bildenden Künste in Leipzig. 1990 gehörte Gleisberg als Mitglied der BFD-Fraktion der letzten Volkskammer der DDR an.

## Leben
Gleisberg besuchte zunächst die Grund- und Oberschule in Leipzig, wobei der Schulbesuch aufgrund von Kriegseinwirkungen wohl unterbrochen wurde. Um studieren zu können, besuchte Gleisberg die Arbeiter-und-Bauern-Fakultät in Leipzig, wo er das Abitur ablegte. Anschließend nahm er 1954 ein Studium der Kunstgeschichte und Klassische Archäologie an der Karl-Marx-Universität Leipzig auf, welches er 1959 als Diplom-Kunsthistoriker abschloss.
Nach dem Studium fand Gleisberg am Lindenau-Museum in Altenburg eine Anstellung, bis 1968 zunächst als wissenschaftlicher Mitarbeiter. 1969 wurde ihm die Leitung des Hauses übertragen, welches er bis 1980 als Direktor führte. 1971 wurde Gleisberg Mitglied der Blockpartei LDPD, in deren Parteivorstand er von 1977 bis 1990 Mitglied war.
1981 erhielt Gleisberg einen Ruf nach Leipzig, um die Leitung des dortigen Museums der Bildenden Künste zu übernehmen. Auch angesichts dieser hervorgehobenen Position im Leipziger Kulturleben nominierte das Wahlbündnis Bund Freier Demokraten, dem auch Gleisbergs Partei LDPD angehörte, ihn als Kandidat für die Volkskammerwahlen am 18. März 1990. Im Wahlbezirk Leipzig erhielt Gleisberg den Listenplatz 2. Da der BFD in dem Wahlkreis genau zwei Mandate erringen konnte, zog Gleisberg als Abgeordneter in das letzte DDR-Parlament ein. Während der Parlamentsperiode wurden Vorwürfe laut, dass Gleisberg Inoffizieller Mitarbeiter des Ministeriums für Staatssicherheit gewesen sei. Kurz vor Auflösung der Volkskammer veröffentlichte der zeitweilige Prüfungsausschuss zur Überprüfung der Abgeordneten auf eine Stasi-Mitarbeit sechs Kategorien zur Einordnung der Parlamentarier und in fünf von sechs Kategorien auch die dazugehörigen Namen. Gleisberg befand sich in Kategorie vier, die besagte, dass eine Eintragung als IM in einer Kartei nachgewiesen sei, die dazugehörige Akte aber vernichtet, noch nicht auffindbar oder unvollständig sei.
Infolgedessen gab Gleisberg am 1. April 1992 seinen Rücktritt bekannt und begründete dies mit persönlichen Gründen zur Klärung seiner Situation. Des Weiteren gestand er Systemnähe zum ehemaligen DDR-Staat ein und fühlte sich gesundheitlich überfordert. Außerdem wollte er vor dem Hintergrund eines damals kaum auszuschließenden Personalabbaus zugunsten jüngerer Mitglieder persönliche Konsequenzen auf sich nehmen. Gleisberg ging daraufhin mit 55 Jahren ab Mai 1992 in den Vorruhestand.

## Werk
Gleisberg ist Autor von Veröffentlichungen über Max Klinger, Conrad Felixmüller, Max Beckmann, Otto Dix, Rudolf Hausner, Gerhard Altenbourg, Wolfgang Mattheuer, Gerhard Kurt Müller, Rolf Münzner, Reiner Schwarz oder Peter Schnürpel Außerdem veröffentlichte er über die Kunst der Grafik, Goethe als Kunstfreund sowie Altenburger und Leipziger Sammler des 18. und 19. Jahrhunderts. Er betreut die Reihe „Alte Leipziger Kataloge“, Oberursel 1993 bis 1996 und ist Mitherausgeber der Reihe „Göpfersdorfer Kunstblätter“ im E. Reinhold Verlag Altenburg.

## Ausstellungen unter Gleisbergs Leitung
- 1981: Französische Grafik von Delacroix bis Picasso mit Arbeiten von Chagall, de Chavanes, Cezanne, Daumier, Degas, Léger, Manet, Miró, Rodin, Sérusier und Toulouse-Lautrec[3]
- 1981: Ausstellung von Zeichnungen von Giovanni Lorenzo Bernini in Princeton (USA)[4]
- 1982: Grafikschau Frieden der Welt mit Werken von Faworski, Manzù, Fougeron, Grieshaber, Mohr, Mattheuer und Heisig[5]
- 1983: Kunst und Sport; gewidmet dem VII. Turn- und Sportfest der DDR[6]
- 1984: Grafikausstellungen Thema-Stil-Gestalt und  Die Schaffenden zum 75-jährigen Bestehen des Gustav Kiepenheuer Verlags[7]
- 1985: Kunst der Bachzeit mit Werken von Haußmann, Denner, Ismael und Anton Raphael Mengs, Thiele, Bergmüller, Ottmar Ellinger d. Ä. Kupecky, Grund, Therbusch und Chodowiecki[8]
- 1989: Merkur & die Musen: Schätze der Weltkultur aus Leipzig : eine Ausstellung aus der Deutschen Demokratischen Republik im Künstlerhaus Wien

## Ehrungen
- 1990: Österreichisches Ehrenkreuz für Wissenschaft und Kunst[9]
- Kunstpreis der Stadt Leipzig